# Planococcus orchidi
Planococcus orchidi är en insektsart som beskrevs av Cox 1989. Planococcus orchidi ingår i släktet Planococcus och familjen ullsköldlöss.
Artens utbredningsområde är Liberia. Inga underarter finns listade i Catalogue of Life.